# أسلوب سوزوكي

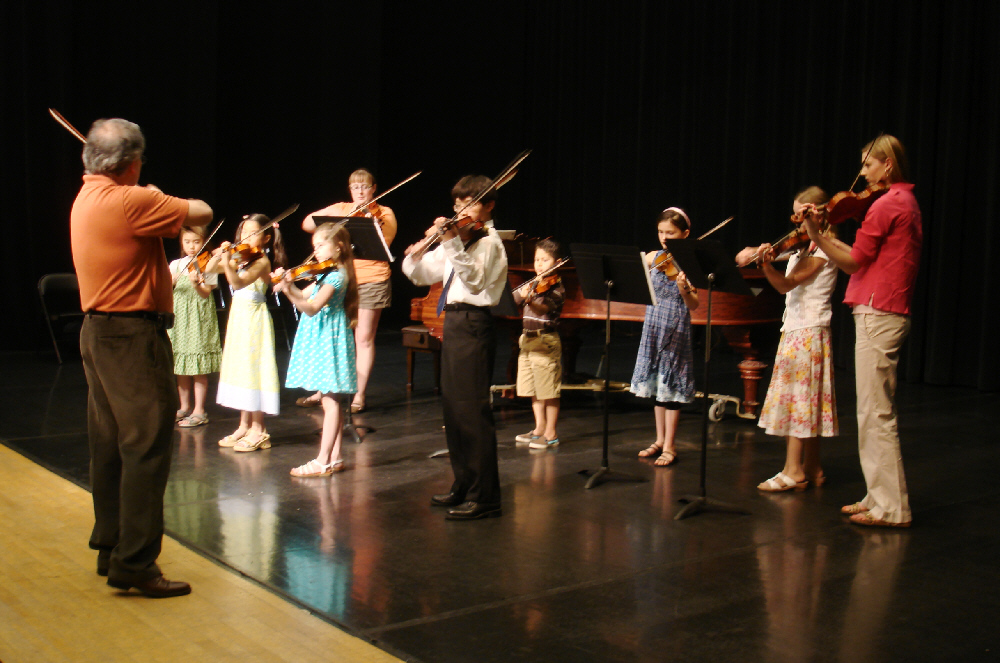
مجموعة من طلاب طريقة سوزوكي يعزفون على آلة الكمان.

طريقة سوزوكي هو منهج موسيقي وفلسفة تدريس يعود تاريخها إلى منتصف القرن العشرين، أنشأها عازف الكمان والمعلم الياباني شينيتشي سوزوكي (1898-1998). تدعي الطريقة أنها تخلق بيئة لتعلم الموسيقى توازي البيئة اللغوية لاكتساب اللغة الأم. يعتقد سوزوكي أن هذه البيئة تساعد أيضًا في تعزيز الشخصية الأخلاقية الجيدة.